# Albert Bos
Albert Bos (Oude Pekela, 15 oktober 1912 - Groß-Rosen, 2 augustus 1942) was een Nederlandse verzetsstrijder.

## Biografie
Bos was een zoon van de arbeider Hendrik Bos en Gezina Berendina Niewold. Hij was gehuwd met Klasina Sling.
Bos was werkzaam als los arbeider. Hij was lid van de CPN en lid van de groep Noorderlicht te Oude Pekela, een verzetsgroep rond de illegale communistische krant het Noorderlicht, die werd verspreid in Noord-Nederland. Bos werd op 3 september 1941 gearresteerd door de Duitse Sicherheitsdienst (SD). Hij wist te vluchten, maar op 27 oktober werd hij opnieuw door de SD gearresteerd. Aansluitend werd hij naar het concentratiekamp Groß Rosen in Neder-Silezië getransporteerd, waar hij op 2 augustus 1942 om het leven is gekomen. Enkele tientallen Nederlandse politieke gevangenen, voornamelijk communisten, zijn in dit als Nacht und Nebel bekendstaande kamp omgekomen.